# Titia de Lange

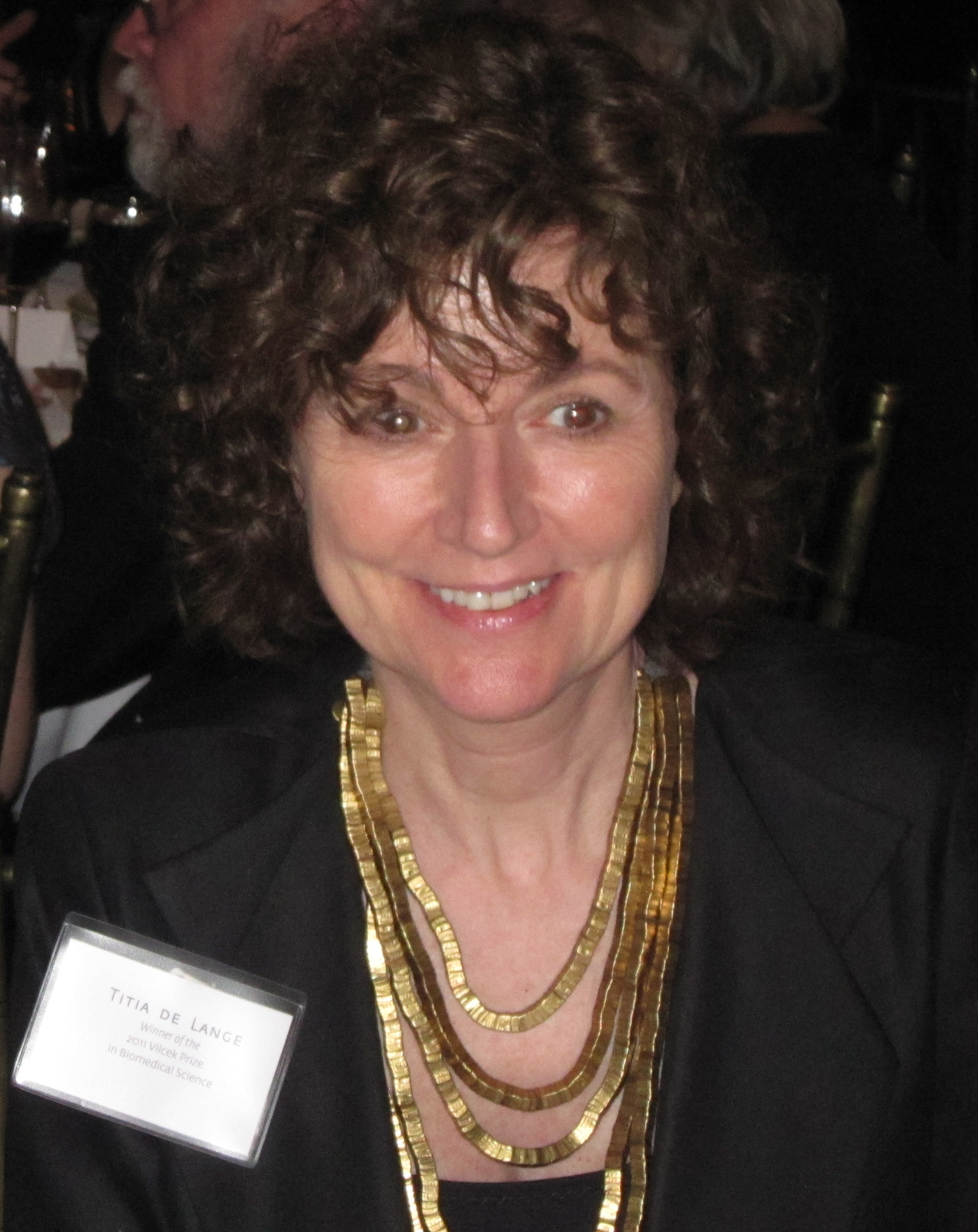
Titia de Lange (2011)

Titia de Lange (* 1955 in Rotterdam) ist eine niederländische Zellbiologin und Genetikerin an der Rockefeller University in New York City.

## Leben und Wirken
De Lange studierte an der Universität Amsterdam und erwarb 1985 bei Piet Borst am Nederlands Kanker Instituut (NKI, Niederländisches Krebs-Institut) einen Ph.D. in Biochemie. Als Postdoktorandin arbeitete sie bei Harold Varmus an der University of California, San Francisco. Seit 1990 ist sie Professorin an der Rockefeller University in New York City, zunächst als Assistant Professor, seit 1994 als Associate Professor. 1997 erhielt sie eine ordentliche Professur und ist seit 2011 Co-Direktorin des Anderson Center for Cancer Research. Ihre Forschungsprofessur wird von der American Cancer Society gefördert.
De Langes Arbeiten erweiterten das Verständnis der Telomere, der geschützten Enden der Chromosomen. Sie konnte die meisten bekannten Komponenten der Telomere identifizieren und entdeckte, dass Telomere eine Schleife bilden. Als weiteren Schutzmechanismus entdeckte sie den shelterin complex. Mit ihrer Arbeit hat de Lange die zelluläre Antwort auf Funktionsstörungen der Telomere aufgeklärt und konnte zeigen, wie die Telomer-assoziierten Proteine die Länge der Telomere kontrollieren.

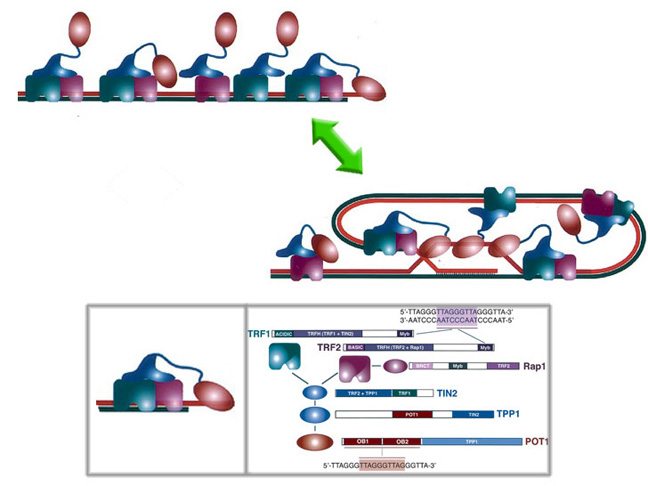
„Verpackung“ der Telomere
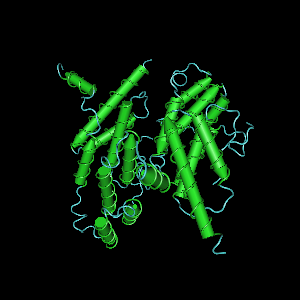
Trf2 und Tin2 als Bestandteile des Telosom/Shelterin-Komplexes
Shelterin-Zellzyklus

## Auszeichnungen (Auswahl)
- 2000 Korrespondierendes Mitglied der Königlich-Niederländischen Akademie der Wissenschaften[1]
- 2001 Mitglied der European Molecular Biology Organization
- 2001 Paul Marks Prize for Cancer Research
- 2003 Ehrendoktorat der Universität Utrecht
- 2006 Ausländisches Mitglied der National Academy of Sciences
- 2007 Mitglied der American Academy of Arts and Sciences[2]
- 2007 gewähltes Mitglied (Fellow) der American Association for the Advancement of Science
- 2010 Harvey Lecture[3]
- 2012 H.P.-Heineken-Preis für Biochemie und Biophysik[4][5]
- 2013 gehörte sie zu den ersten Gewinnern des Breakthrough Prize in Life Sciences.
- 2014 Canada Gairdner International Award
- 2015 Ehrendoktorat der University of Chicago
- 2017 Rosenstiel Award
- 2022 Auswärtiges Mitglied der Royal Society